# Petar Jekov
Petar Petrov Jekov (tiếng Bulgaria: Петър Петров Жеков, sinh ngày 10 tháng 10 năm 1944 – mất ngày 18 tháng 2 năm 2023) là một cựu cầu thủ bóng đá người Bulgaria, huy chương bạc tại Thế vận hội Mùa hè 1968.
Jekov sinh tại Knizhovnik, tỉnh Haskovo, và bắt đầu sự nghiệp bóng đá tại Dimitrovgrad. Sau đó ông chuyển tới Beroe Stara Zagora. Tại đây ông từng 2 lần là vua phá lưới Bulgaria. Từ 1968 đến 1975 Jekov chơi cho CSKA Sofia và ghi tổng cộng 144 bàn thắng cho câu lạc bộ, trở thành cầu thủ ghi nhiều bàn nhất trong lịch sử câu lạc bộ.  Ông cũng giành được danh hiệu Chiếc giày vàng châu Âu năm 1969 và hai lần nhận Chiếc giày đồng châu Âu.
Zhekov sau đó huấn luyện PFC Hebar Pazardzhik. Ông mất ngày 18 tháng 2 năm 2023, hưởng thọ 78 tuổi.